# Høgni Lisberg
Høgni Lisberg, född 7 juni 1982 i Tórshavn, är en färöisk musiker som för tillfället bor i Leirvík på Eysturoy. Han är en av Färöarnas mest kända sångare.
Høgni föddes år 1982 och är son till Sørin Lisberg och Hallbjørg Eliassen. Hans far är son till Knút Lisberg, som är kusin till Jens Olivur Lisberg (1896-1920) där hans farfarsfar (och Jens Olivurs farbror) levde Johan í Smiðjuni. Høgni bodde tillsammans med sina två yngre systrar i Leirvík där han växte upp. Han flyttade till Köpenhamn år 2004.
Lisberg, även känd från etnorockbandet Clickhaze, släppte sitt första soloalbum, Most Beautiful Things år 2003. Albumet nådde andra plats på Tutls lista över sålda skivor. Detta gjorde att Høgni blev känd över hela Färöarna och i Schweiz, där pressen skrev mycket om honom under sin Schweizturné. År 2005 spelade Høgni på Nibe Festival (DK), Atlantic Music Event (FO) samt G! Festival (den största musikfestivalen på Färöarna). Hans nya musikalbum är Morning Dew och spelades in i Lundgaard Studios i Danmark av Jens L. Thomsen (basist i Clickhaze) och mixad av Óli Poulsen.

## Diskografi
- 2002 – EP (med Clickhaze)
- 2003 – Most Beautiful Things
- 2005 – Morning Dew
- 2008 – Haré! Haré!
- 2012 – Con Man
- 2014 – Call for a Revolution